# Convolvulus cneorum
Convolvulus cneorum és una espècie de planta de la família de les Convolvulàcies. És una planta de sòls pobres i pedregosos ben drenats.

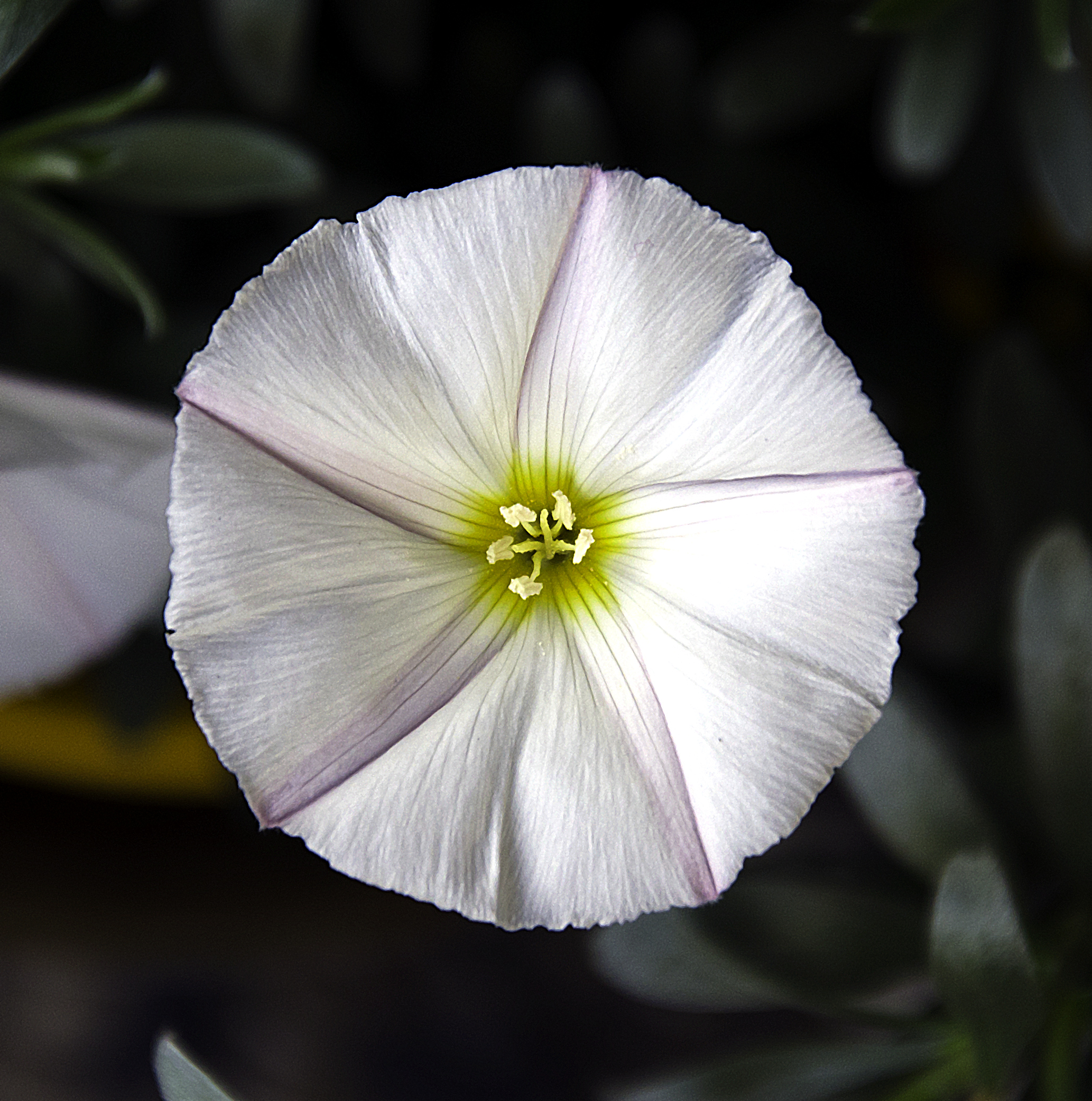
Detall de la flor

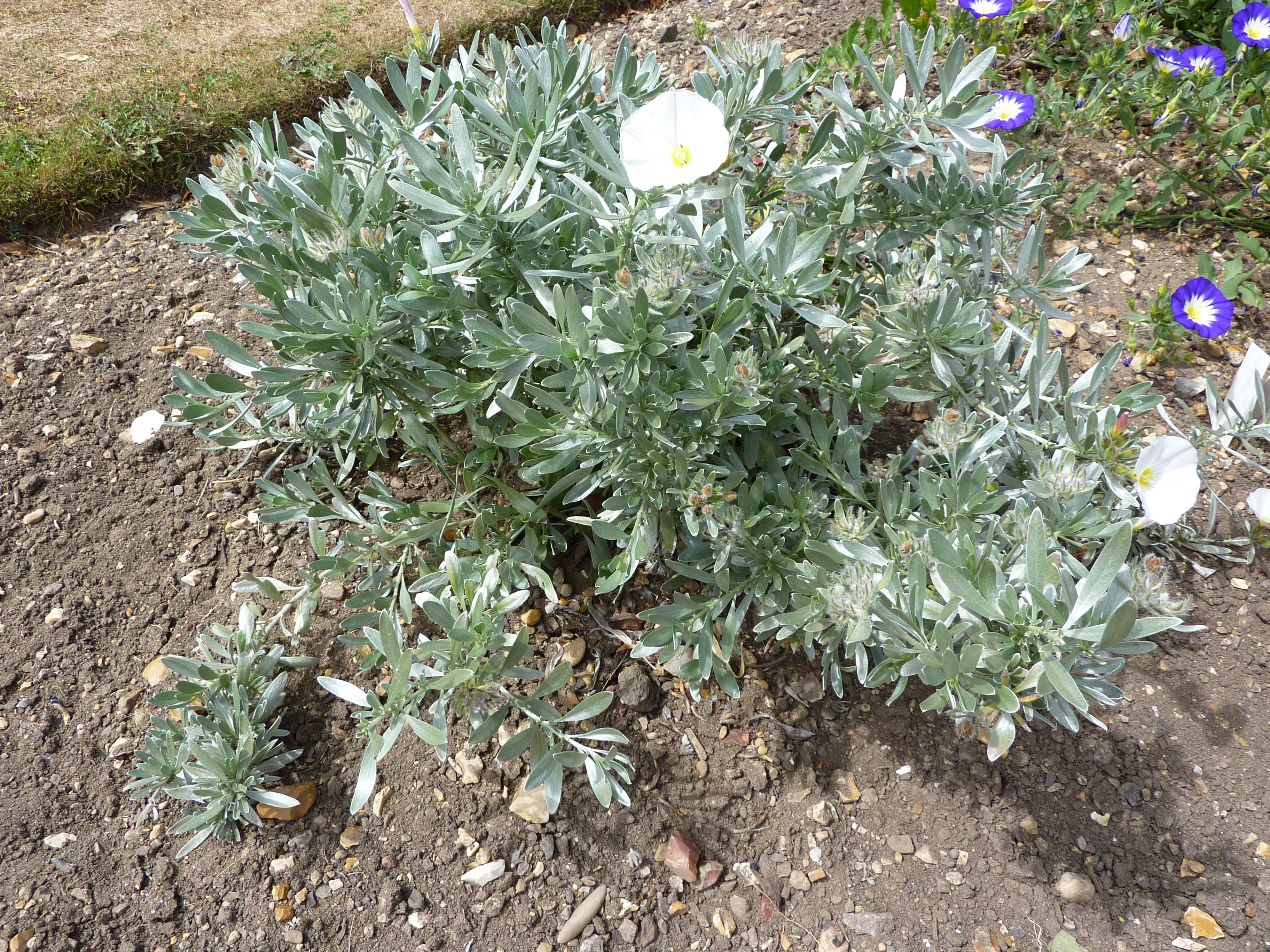
Vista de la planta

## Descripció
Arbust de fulles perennes i d'aspecte arrodonit, que arriba a mesurar uns 60 cm i amb fulles lanceolades de color verd platejat que es van estrenyent cap al pecíol. Flors blanques amb centre groc. Corol·la blanca o rosada amb bandes més fosques o vermelloses. Apareixen al final de la primavera o al principi de l'estiu. Les flors són nombroses i es presenten agrupades de dos en dos. Es multiplica per esqueixos a la tardor.
Són atacades per les plagues més comunes, els pugons i l'aranya roja.

## Localització i hàbitat
Es troba a l'Europa mediterrània, Sicília, Croàcia i el nord de l'Àfrica mediterrània. La seva preferència d'hàbitat són els sòls pobres sorrencs, rocosos i ben drenats, a ple Sol.

## Usos
S'utilitza en jardineria sempre amb sòl ben drenat i normalment en rocalles, havet-se de mantenir en llocs protegits. Cal protegir-la contra el fred a l'hivern. Es pot retallar lleugerament després de la floració. Una vegada que està ben arrelada, resisteix períodes perllongats de sequera.

## Taxonomia
Convolvulus cneorum va ser descrita per Linné i publicada a Species Plantarum 1: 153. 1753.

### Etimologia
- Convolvulus: nombre genérico que procede del latín convolvere, que significa "enredar".[2]
- cneorum: epítet llatí procedent del grec kneoron i de l'arrel indogermànica kene (raspador).[3]

### Sinonímia
- Convolvulus argenteus Lam.[4]